# Rinderschinken
Rinderschinken ist ein Dorf der Gemeinde St. Jakob in Defereggen im österreichischen Bundesland Tirol, Bezirk Lienz (Osttirol). Der Ort gehört zur Fraktion Oberrotte der Gemeinde und liegt am Ufer der Schwarzach.

## Geographie
Das Dorf Rinderschinken bildet zusammen mit den Weilern Ranach, Erlsbach und Grünmoos, den Rotten Mariahilf, Pötsch und Ladstatt, den Einzelhöfen Maik und Trogach sowie einigen Almen und Schutzhütten die sogenannte Oberrotte in der Gemeinde St. Jakob in Defereggen. Rinderschinken selbst liegt rund 2,5 Kilometer westlich des Gemeindezentrums zwischen dem rechten Ufer der Schwarzach und dem linken Ufer des Stallebachs.
Teilweise wird auch für die linksseitige, gegenüberliegende Siedlung am Schwarzenbach der Begriff Rinderschinken verwendet. Überwiegend wird diese Siedlung jedoch als Mariahilf bezeichnet.

## Geschichte
Zu Beginn der zweiten Hälfte des 16. Jahrhunderts war bis auf die feuchten Talniederungen alles heute genutzte Land urbar gemacht. Im Zuge des Bergbaubooms im Defereggental und der Errichtung einer Schmelzhütte siedelten sich Bergwerksarbeiter in St. Jakob an. Da die Bergwerksarbeiter im Ort keine Herberge finden konnten, forderten sie die Errichtung von Söllhäusern für ihre Familien. In der Folge entstanden zwölf Söllhäuser an der Schwarzach, die von den Einheimischen auf Grund der engen Verbauung als „Stadt“ bezeichnet wurden. Der Ortsname Rinderschinken wird in einem Werk so erklärt: Er „ist ein Hinweis auf die schlechten Weidegründe in diesem Bereich, da hier keine Möglichkeit bestand, Großvieh zu halten“. Die Söllsiedlung ermöglichte es den Bergbauarbeitern nicht nur, Grund und Boden zu erwerben, sondern sich auch durch die Haltung von Ziegen selbst zu versorgen.
1785 wurde in Rinderschinken die Mariahilf-Kapelle errichtet, ein spätbarocker Kapellenbau, der ehemals ein vielbesuchtes Wallfahrtsziel war. 1923 bestand Rinderschinken aus elf Häusern mit 39 Einwohnern, 1951 waren es 36 Bewohner. Auch in der Folgezeit blieb die Einwohnerzahl relativ konstant, 1961 lebten 31 Menschen in Rinderschinken, 1981 36 Personen in insgesamt dreizehn Häusern, von denen jedoch nur neun bewohnt waren.